# Палій Захар Васильович
Захар Васильович Палій — лікар ветеринарної медицини, солдат Збройних сил України, учасник російсько-української війни, що загинув під час російського вторгнення в Україну.

## Життєпис
Народився 15 травня 1989 у місті Львів.
У 1996 вступив до першого класу середньої загальноосвітньої школи №34 ім. М. Шашкевича. Потім продовжив своє навчання у спеціалізованій школі №5 ім.Остапа Цимбрана з поглибленим вивченням англійської мови.
У 1999 поступив у Класичну гімназію при Львівському національному університеті імені Івана Франка, яку закінчив у 2006 році.

## Професійний шлях
З 2006 по 2012 навчався у Львівському національному університеті ветеринарної медицини та біотехнологій імені С. З. Ґжицького, де здобув спеціальність «лікар ветеринарної медицини».
З 2012 по 2016 роки  проходив інтернатуру в приватних ветеринарних клініках м.Львів.
У 2016 року переїхав в Київ, де працював на посаді лікаря ветеринарної медицини в клініках «Vet.Ua», «ЮККА» та ЦВМ «Друг».
До початку повномасштабного вторгнення Росії до України, активно займався вивченням онкології та хімієтерапії для тварин. Регулярно проводив гемотрансфузію тваринам. Був одним із перших ветеринарних лікарів, хто наголошував на необхідності створення в Києві банку крові для тварин. (На той момент єдиний в України банк крові функціонував в Одесі) .
Окрім ведення терапевтичного прийому, займався офтальмологією, виконував планові та ургентні хірургічні операції. Був висококласним анестезіологом (інгаляційна анестезія, епідуральна анестезія, мав досвід анестезіологічного забезпечення при операціях на відкритій грудній клітині).
Проводив онлайн-вебінари, був автором статей та наукових презентацій.
З 2020 до 2025 року був активним донором крові та її компонентів.. Навіть під час війни знаходив можливості бути донором тромбоцитів між ротаціями в тилових містах.

## Військовий шлях
Вранці 24 лютого 2022 року добровільно вступив до лав Збройних Сил України.
Після звільнення Київської області від російських загарбників (у квітні 2022) в складі підрозділу охорони Київського обласного військового комісаріату долучився до патрулювання деокупованих територій у селищах Мощун, Горенка, Гостомель, містах Ірпінь та Буча.

## 518 ОБСП «Дике поле»
24 червня 2022 року був переведений до 518-го окремого батальйону спеціального призначення «Дике Поле». У лавах Першої окремої бригади спеціального призначення ім. Івана Богуна 518 батальйону «Дике Поле» був відправлений на лінію розмежування на Миколаївщину, а згодом його бойовий шлях продовжився в Херсонській, Запорізькій та Харківській областях. Обіймав посаду стрільця-зенітника.
У липні 2022 року брав участь у важких боях, в результаті яких силами батальйону «Дике Поле» та суміжних підрозділів було звільнено село Іванівка, Бериславського району, Херсонської області..
Брав участь у Харківському контрнаступі ., (відомому також як Балаклійський прорив), який розпочався 6 вересня 2022 року в напрямку Щурівка – Нова Гусарівка – Байрак..
Саме 518 ОБСП «Дике Поле» став рушійною силою на початковому етапі звільнення Харківщини під час Слобожанської наступальної операції (2022).
З грудня 2022 бригада працює на перетині Донецької та Луганської областей. На вересень 2023 року бригада тримала оборону під Лиманом в умовах 10-кратної переваги росіян у артилерії та відсутності авіапідтримки..

## 78-й окремий десантно-штурмовий полк
Після примусового розформування 518 батальйону «Дике поле» приймає рішення перевестися до 78-го окремого десантно-штурмового полку. Починаючи з 6 грудня 2023 проходив навчання та бойове злагодження на полігонах Житомирської та Київської областей. У березні 2024 року здобув кваліфікацію «бойовий медик взводу».

## 95 ОДШБр
10 травня 2024 року війська РФ проривають лінію оборони на півночі Харківщини. Бажаючи брати активнішу участь у захисті України, разом зі своїми побратимами 14 травня 2024 року переводиться до складу 95-ї окремої десантно-штурмової Поліської бригади.
Вирушає до Вовчанська для підсилення військ на Харківському напрямку та бере участь у подальших боях на півночі Харківської області.
Влітку 2024 року бригаду перекинули до Торецька.
27 липня 2024 у важких боях за Торецьк отримав мінно-вибухове поранення.
10 серпня 2024 повернувся на службу після лікування.
Майже одразу бригада отримала наказ перебазуватися з Торецького напрямку на Курський. Буквально за 3 дні підготовки бригада взяла участь у бойових діях на території Курської області.. Починаючи з 14 серпня 2024 бригада бере участь у боях в Курській області. .
Осінь-зиму 2024 бригада здебільшого бере участь у бойових діях на Льговському напрямку в рамках наступу ЗСУ на Курщині.
27 лютого 2025 року Захар загинув під час виконання бойового завдання...
Похований 7 березня 2025 року на Голосківському кладовищі у Львові.

## Нагороди
Нагроджений недержавною відзнакою «За оборону рідної держави».
У серпні 2022 році за особистий героїзм був нагороджений орденом «За мужність» III ступеня..
У лютому 2023 року за мужність і успішне виконання завдань під час бою був відзначений Почесним нагрудним знаком «Сталевий хрест».
У серпні 2023 року був нагороджений нагрудним знаком «Золотий хрест».
У вересні 2024 року був нагороджений «Золотим хрестом» повторно. (При повторному нагородженні, замість нагрудного знака вручається рельєфна «Гілка дубового листя» золотого кольору, яка кріпиться на стрічці «Золотого хреста»)..

## Вшанування пам'яті
8 квітня 2025 року у місті Львів, в пам’ять про Захара, було висаджене дерево. Дерево пам’яті можна знайти у сквері на перетині вул. Коновальця-Житомирська (кінцева трамваю №2).
Згодом, буде встановлена меморіальна таблиця на фасаді Класичної гімназії при Львівському національному університеті імені Івана Франка..